# 2010 VK201
2010 VK201, também escrito como 2010 VK201, é um objeto transnetuniano que está localizado no Cinturão de Kuiper, uma região do Sistema Solar. Este corpo celeste é classificado como um possível cubewano. Ele possui uma magnitude absoluta de 4,6 e tem um diâmetro estimado de cerca de 529 km, o que faz dele num candidato com provável chance de aumentar a lista oficial de planetas anões.

## Descoberta
2010 VK201 foi descoberto no dia 3 de novembro de 2010.

## Órbita
A órbita de 2010 VK201 tem uma excentricidade de 0,110 e possui um semieixo maior de 43,155 UA. O seu periélio leva o mesmo a uma distância de 38,398 UA em relação ao Sol e seu afélio a 47,912 UA.